# Miss Mundo Colombia 2015
El Miss Mundo Colombia 2015 realizó su 24.a edición el 5 de septiembre de 2015 en la ciudad de Bogotá. En la velada de elección y coronación, la presidenta del concurso Katherine Prieto, entregó la corona y el cetro a la Miss Mundo Risaralda, María Alejandra López Pérez al final del evento.
María Alejandra representó a Colombia en la 65.a edición de Miss Mundo celebrada el 19 de diciembre de 2015 en la ciudad de Sanya, China; donde Rolene Strauss, Miss Mundo 2014 de Sudáfrica, coronó Mireia Lalaguna de España como Miss Mundo 2015

## Resultados
| Título                   | Candidata | Candidata | |
| ------------------------ | --- | --- | --- |
| Miss Mundo Colombia 2015 | - Miss Mundo Risaralda - María Alejandra López Pérez | - Miss Mundo Risaralda - María Alejandra López Pérez | - Miss Mundo Risaralda - María Alejandra López Pérez |
| Virreina                 | - Miss Mundo Guajira - Vivian Tatiana Martínez Argüelles | - Miss Mundo Guajira - Vivian Tatiana Martínez Argüelles | - Miss Mundo Guajira - Vivian Tatiana Martínez Argüelles |
| Princesa                 | - Miss Mundo Norte de Santander - María Alejandra Chacón Laguado | - Miss Mundo Norte de Santander - María Alejandra Chacón Laguado | - Miss Mundo Norte de Santander - María Alejandra Chacón Laguado |
| Finalistas (Top 7)       | - Miss Mundo Boyacá - Diana Mayerly Muñoz Pinilla - Miss Mundo Cesar - Lorena De Lima Arroyo - Miss Mundo Chocó - Lina Marcela Angulo Hernández - Miss Mundo Valle - Valentina Leiva Izquierdo                                           | - Miss Mundo Boyacá - Diana Mayerly Muñoz Pinilla - Miss Mundo Cesar - Lorena De Lima Arroyo - Miss Mundo Chocó - Lina Marcela Angulo Hernández - Miss Mundo Valle - Valentina Leiva Izquierdo                                           | - Miss Mundo Boyacá - Diana Mayerly Muñoz Pinilla - Miss Mundo Cesar - Lorena De Lima Arroyo - Miss Mundo Chocó - Lina Marcela Angulo Hernández - Miss Mundo Valle - Valentina Leiva Izquierdo                                           |
| Semifinalistas (Top 12)  | - Miss Mundo Atlántico - María Mónica Morón Consuegra - Miss Mundo Bogotá - Laura Giselle González Franco - Miss Mundo Casanare - Natalia Jara Villate - Miss Mundo Cauca - Luisa Millán - Miss Mundo Meta - Adriana Patricia Roa Moreno | - Miss Mundo Atlántico - María Mónica Morón Consuegra - Miss Mundo Bogotá - Laura Giselle González Franco - Miss Mundo Casanare - Natalia Jara Villate - Miss Mundo Cauca - Luisa Millán - Miss Mundo Meta - Adriana Patricia Roa Moreno | - Miss Mundo Atlántico - María Mónica Morón Consuegra - Miss Mundo Bogotá - Laura Giselle González Franco - Miss Mundo Casanare - Natalia Jara Villate - Miss Mundo Cauca - Luisa Millán - Miss Mundo Meta - Adriana Patricia Roa Moreno |

### Orden de Clasificación

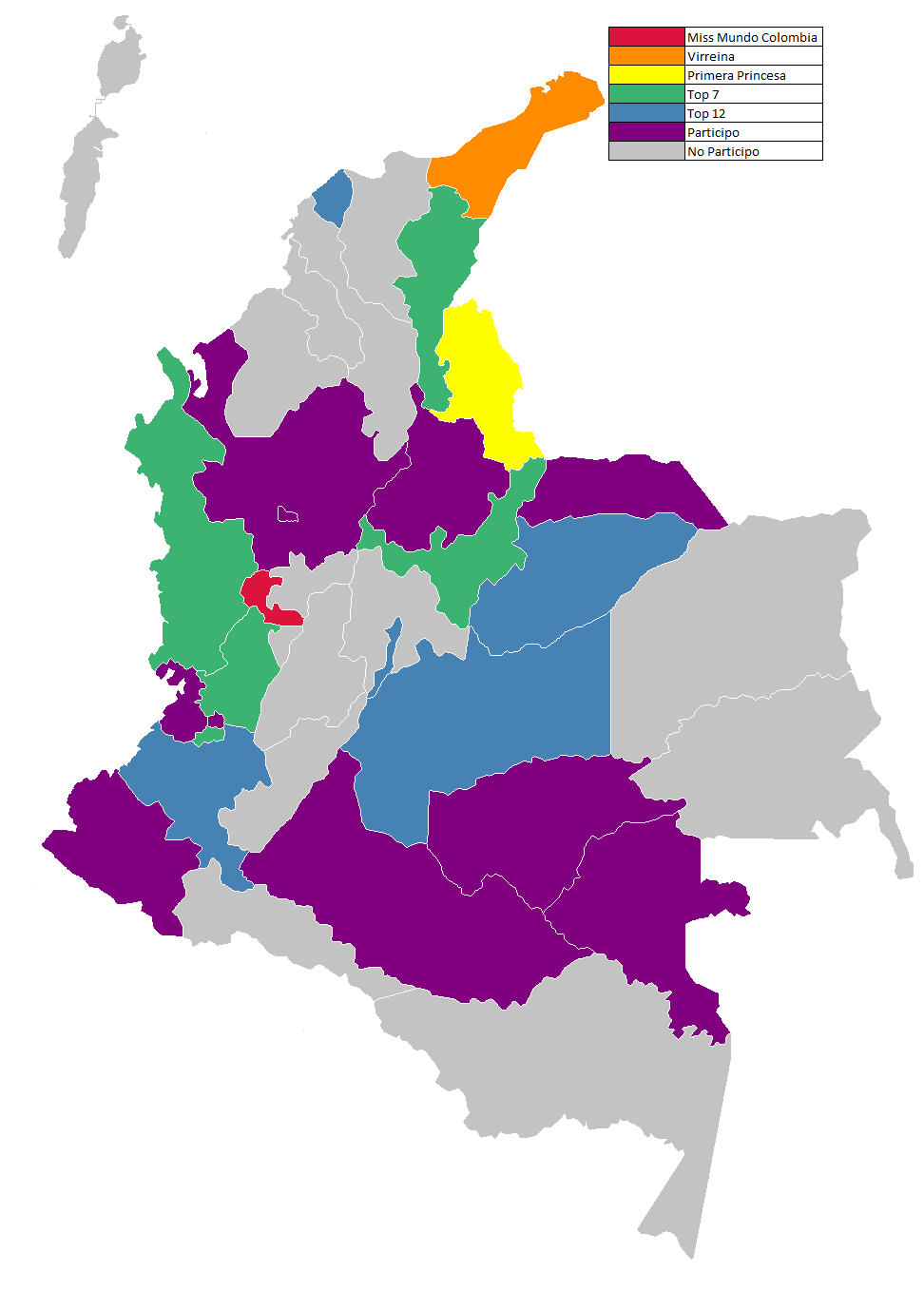
Miss Mundo Colombia 2015

| Top 12             | Top 7              | Top 3              |
| ------------------ | ------------------ | ------------------ |
| Valle del Cauca    | Norte de Santander | Norte de Santander |
| Casanare           | Risaralda          | Risaralda          |
| Bogotá, D. C.      | La Guajira         | La Guajira         |
| Risaralda          | Valle del Cauca    |                    |
| Chocó              | Boyacá             |                    |
| La Guajira         | Chocó              |                    |
| Cesar              | Cesar              |                    |
| Boyacá             |                    |                    |
| Meta               |                    |                    |
| Atlántico          |                    |                    |
| Cauca              |                    |                    |
| Norte de Santander |                    |                    |

### Premios especiales
La Organización Miss Mundo Colombia y algunos patrocinadores hacen entrega de varios premios especiales durante las actividades preliminares del concurso.
| Premio                       | Candidata ganadora                          |
| ---------------------------- | ------------------------------------------- |
| Miss Amistad                 | Risaralda - María Alejandra López Pérez     |
| Miss Fotogénica              | Atlántico - María Mónica Morón Consuegra    |
| Mejor Rostro                 | Risaralda - María Alejandra López Pérez     |
| Mejor Cuerpo                 | Guajira - Vivian Tatiana Martínez Argüelles |
| Mejor Sonrisa                | Risaralda - María Alejandra López Pérez     |
| Mejor Cabello                | Risaralda - María Alejandra López Pérez     |
| Ojos Mas Bello               | Risaralda - María Alejandra López Pérez     |
| Mejor Cutis                  | Bogotá - Laura Giselle González Franco      |
| Mejores Piernas              | Cesar - Lorena De Lima Arroyo               |
| Manos Mas Lindas             | Bogotá - Laura Giselle González Franco      |
| Mejor Modelo                 | Guajira - Vivian Tatiana Martínez Argüelles |
| Mejor Pasarela               | Buenaventura - Sara Zuleyma Mejía Rodríguez |
| Miss Elegancia               | Guajira - Vivian Tatiana Martínez Argüelles |
| Madrina Guardia Presidencial | Risaralda - María Alejandra López Pérez     |
| Miss Athletic People         | Guajira - Vivian Tatiana Martínez Argüelles |
| Mejor Talento                | Arauca - Génesis Andrea Quintero            |
| Miss Benéfica                | Guajira - Vivian Tatiana Martínez Argüelles |
| Miss Lotto                   | Buenaventura - Sara Zuleyma Mejía Rodríguez |

### Representaciones
| Delegada                          | Concurso                     | Resultado    | Otros premios |
| --------------------------------- | ---------------------------- | ------------ | ------------- |
| María Alejandra López Pérez       | Miss Mundo 2015              | No Clasificó |               |
| Vivian Tatiana Martínez Argüelles | Miss Model of the World 2015 | No Participó |               |

## Candidatas
22 candidatas participarán en Miss Mundo Colombia 2015.
| Departamento/Ciudad           | Candidata                         | Edad | Estatura | Medidas  | Procedencia  |
| ----------------------------- | --------------------------------- | ---- | -------- | -------- | ------------ |
| Miss Mundo Antioquia          | Mariana Pérez Urrea               | 18   | 1.73     | 90-65-93 | Medellín     |
| Miss Mundo Arauca             | Génesis Andrea Quintero Pérez     | 23   | 1.75     | 85-60-90 | Arauca       |
| Miss Mundo Atlántico          | María Mónica Morón Consuegra      | 23   | 1.70     | 89-61-85 |              |
| Miss Mundo Bogotá             | Laura Giselle González Franco     | 23   | 1.77     | 87-67-96 |              |
| Miss Mundo Boyacá             | Diana Muñoz Pinilla               | 23   | 1.75     | 86-62-92 |              |
| Miss Mundo Buenaventura       | Sara Zuleyma Mejía Rodríguez      | 22   | 1.85     | 90-70-73 | Buenaventura |
| Miss Mundo Caquetá            | Vivian Karinne Mafla              | 24   | 1.73     | 83-62-92 | Palmira      |
| Miss Mundo Cali               | María Angélica Giraldo Jiménez    | 23   | 1.75     | 95-62-93 |              |
| Miss Mundo Casanare           | Natalia Jara Villate              | 21   | 1.75     | 90-61-94 |              |
| Miss Mundo Cauca              | Luisa Millán                      | 20   | 1.74     | 86-61-90 |              |
| Miss Mundo Cesar              | Lorena De Lima Arroyo             | 23   | 1.75     | 85-62-92 |              |
| Miss Mundo Chocó              | Lina Marcela Angulo Hernández     | 22   | 1.75     | 82-68-90 | Cali         |
| Miss Mundo Guajira            | Vivian Tatiana Martínez Argüelles | 24   | 1.73     | 87-60-91 | Riohacha     |
| Miss Mundo Guaviare           | María Paula Nariño Vargas         | 19   | 1.76     | 90-68-98 |              |
| Miss Mundo Medellín           | Daniela Andrea García             | 18   | 1.60     | 86-60-90 | Medellín     |
| Miss Mundo Meta               | Adriana Patricia Roa Moreno       | 23   | 1.70     | 89-63-82 |              |
| Miss Mundo Nariño             | Estefanía Mendoza Toro            | 22   | 1.70     | 87-61-91 |              |
| Miss Mundo Norte de Santander | María Alejandra Chacón Laguado    | 22   | 1.74     | 83-63-95 |              |
| Miss Mundo Risaralda          | María Alejandra López Pérez       | 21   | 1.76     | 90-63-95 | Pereira      |
| Miss Mundo Santander          | Laura Alejandra Novoa Quintana    | 20   | 1.74     | 88-65-92 |              |
| Miss Mundo Valle              | Valentina Leiva Izquierdo         | 23   | 1.74     | 83-67-89 |              |
| Miss Mundo Vaupés             | Edna Marcela Bohórquez            | 20   | 1.67     | 84-63-92 |              |

## Datos acerca de las candidatas
- La candidata de mayor estatura es Sara Zuleyma Mejía Rodríguez (Miss Mundo Buenaventura) con 1.85 m, la de menor estatura es Daniela Andrea García (Miss Mundo Medellín) con 1.60 m.
- Las candidatas de mayor edad son Vivian Karinne Mafla (Miss Mundo Caquetá) y Vivian Tatiana Martínez Argüelles (Miss Mundo Guajira) con 24 años, las de menor edad son Mariana Pérez Urrea (Miss Mundo Antioquia) y Daniela Andrea García (Miss Mundo Medellín) con 18 años.

## Participación en otros concursos
| Reina Hispanoamericana - 2013: Risaralda: María Alejandra López Pérez (Ganadora) Miss Caraïbes Hibiscus - 2014: Risaralda: María Alejandra López Pérez (Ganadora) Señorita Colombia - 2013: Guajira: Vivian Tatiana Martínez Argüelles - 2013: Risaralda: María Alejandra López Pérez (1ra. Princesa) Reinado Nacional del Folclor - 2010: Arauca: Génesis Andrea Quintero Pérez (Ganadora). - 2015: Antioquia: Mariana Pérez Urrea Reinado Nacional de la Agricultura - 2013: Chocó: Lina Marcela Angulo Hernández Reinado Nacional del Pacífico - 2010: Chocó: Lina Marcela Angulo Hernández (Ganadora) Reinado Nacional del Turismo - 2014: Arauca: Génesis Andrea Quintero Pérez (Virreina) Señorita Valle - 2013: Caquetá: Vivian Karinne Mafle (2da. Princesa) - 2014: Buenaventura: Sara Zuleyma Mejía Rodríguez (Virreina) |